# The Spagnoletto

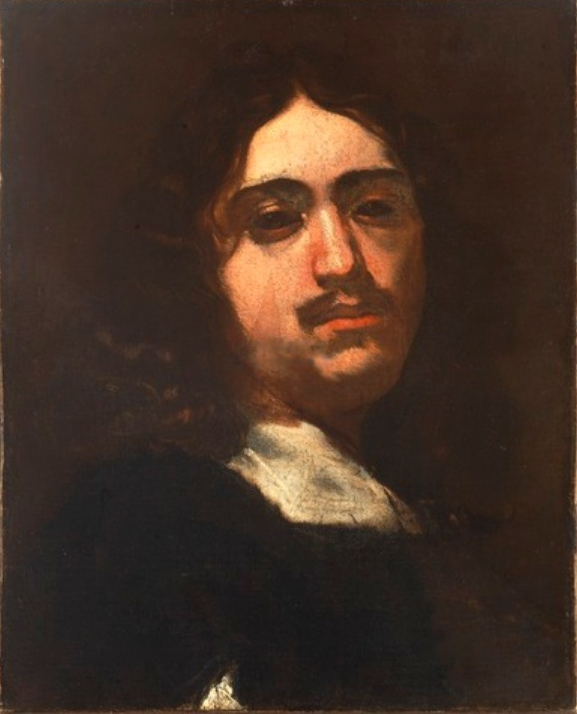
Jusepe (José) de Ribera

The Spagnoletto – dramat amerykańskiej poetki Emmy Lazarus, opublikowany w 1876. Utwór składa się z pięciu aktów. Akcja czterech pierwszych aktów rozgrywa się w Neapolu, zaś aktu piątego w Palermo w XVII wieku, około roku 1655. Tytułowym bohaterem jest hiszpański artysta malarz Jusepe de Ribera, zwany Lo Spagnoletto (Mały Hiszpan) z powodu niskiego wzrostu. Wśród innych postaci są Don Juan Austriacki, Lorenzo, Tommaso Manzano, Maria-Rosa, Annicca i Fiammetta. Dramat został napisany wierszem białym (ang. blank verse), czyli nierymowanym pentametrem jambicznym, czyli sylabotonicznym dziesięciozgłoskowcem, w którym akcenty padają na parzyste sylaby wersu. Ten rodzaj wiersza jest typowy dla angielskiej dramaturgii i największej epiki począwszy od XVI wieku. Używali go między innymi Henry Howard (3. hrabia Surrey), Thomas Kyd, Christopher Marlowe, William Szekspir, John Milton, Edwin Atherstone, John Keats i Robert Browning.
Oh, that wild dream!  My weary bones still ache
With the fierce pain; they wrenched me limb from limb.
Thou hadst full cause, my father. But thou, Juan,
What was my sin to thee, save too much love?
Oh, would to God my back were crooked with age,
My smooth cheek seamed with wrinkles, my bright hair
Hoary with years, and my quick blood impeded
By sluggish torpor, so were I near the end
Of woes that seem eternal!
Brak informacji o tłumaczeniu dramatu na język polski.